# He Danced Himself to Death
He Danced Himself to Death è un cortometraggio muto del 1914 diretto e interpretato da Ralph Ince.

## Produzione
Il film fu prodotto dalla Vitagraph Company of America.

## Distribuzione
Distribuito dalla General Film Company, il film - un cortometraggio in due bobine - uscì nelle sale cinematografiche statunitensi il 12 settembre 1914.